# Benjamin Jipcho
Benjamin Jipcho (Kenia, 1 de marzo de 1943-Eldoret, 24 de julio de 2020) fue un atleta keniano, especializado en la prueba de 3000 m obstáculos en la que llegó a ser subcampeón olímpico en 1972.

## Carrera deportiva
En los JJ. OO. de Múnich 1972 ganó la medalla de plata en los 3000 m obstáculos, con un tiempo de 8:24.62 segundos, llegando a meta tras su compatriota Kipchoge Keino (oro con 8:23.64 segundos que fue récord olímpico) y por delante del finlandés Tapio Kantanen (bronce).
También ganó dos medallas de oro en los Juegos Panafricanos de 1973 celebrados en Nigeria en las pruebas de 3000 m obstáculos y de 5000 m, además de ganar medallas de oro en las pruebas de 3000 m obstáculos y 5000 m y una medalla de bronce en la prueba de 1500 m en los Juegos de la Mancomunidad de 1974.